# Solsting och snésprång
Solsting och snésprång är en svensk buskis-fars som hade premiär den 29 juni 2008 på Vallarnas friluftsteater i Falkenberg och som senare turnerade runt om i Sverige. Pjäsen är manusbearbetad av Lars och Krister Classon, samt regisserad av Ulf Dohlsten. Enligt beräkningar sågs den live av cirka 100 000 personer år 2008.

## Handling
Året är 1961. Ruben och Gunhild Olsson ha bestämt sig för att resa iväg på semester till Danmark. Problemet är bara att Ruben har slarvat bort alla pengarna på "galna" affärer.
Hans chef, direktör Bergström, har liknande planer; nämligen att resa bort med sin "älskade" fru Solveig, men egentligen är han mer intresserad av sin norska sekretererska, Turid Bakke.
Brevbäraren Dag-Otto Flink har vunnit en resa till Mallorca. Den lotten köpte han av sin vikarie, Fritjof Ferm alias Kalle Karlsson, en tjuv och lurendrejare som nyligen har blivit utsläppt från fängelset.
Ruben blir avundsjuk på Dag-Otto och köper hotellet Empradaporro av Fritjof, men problemen hopar sig ännu mera, när det visar sig att de alla hamnar på detta hotell. Där träffar de den ende anställde på hotellet, Felipe González.

## Rollista
| Stefan Gerhardsson | – Fritjof Ferm / Felipe González |
| Jojje Jönsson      | – Dag-Otto Flink                 |
| Ing-Marie Carlsson | – Solveig Bergström              |
| Mikael Riesebeck   | – Ruben Olsson                   |
| Jeanette Capocci   | – Gunhild Olsson                 |
| Anna Carlsson      | – Turid Bakke                    |
| Jan Holmquist      | – Direktör Henrik Bergström      |

## Trivia
Stefan Gerhardsson spelade rollerna som Fritjof Ferm och Felipe González, när de uppträdde på Vallarnas friluftsteater i Falkenberg. Gösta Jansson ersatte Gerhardsson för dessa roller, när de uppträdde på Lisebergsteatern i Göteborg.
Solsting och snésprång (2008) är en omarbetning av Rena rama Rolf – En plats i solen (2000), en tidigare fars av Stefan & Krister på Vallarna.